# Соколов, Леонид Петрович
Леонид Петрович Соколов (1903—1985) — советский хозяйственный, государственный и политический деятель.

## Биография
Родился в 1903 году в Нижнем Новгороде. Член ВКП(б).
С 1928 года — на хозяйственной, общественной и политической работе. В 1928—1974 гг. — на руководящих должностях в авиационной промышленности, в сентябре 1940 года назначен Сталиным директором завода имени Менжинского в Москве, 22.09.1941 назначен директором завода № 166 в Омске (ныне — ПО «Полет»). В послевоенное время директор Казанского авиационного производственного объединения имени Горбунова (1949—1953), директор Тушинского машиностроительного завода.
Избирался депутатом Верховного Совета РСФСР 3-го созыва.

## Награды
- три ордена Ленина
- орден Октябрьской Революции
- орден Отечественной войны II степени
- орден Трудового Красного Знамени
- 2 ордена Красной Звезды
- орден «Знак Почёта»